# 카네코 히데히코
카네코 히데히코(金子 英彦 , 5월 5일 - )는 , 일본의 남성성우. 미야기현출신. 아오니 프로덕션소속. 아오니 학원 도쿄도 22기생.

## 출연작품

### TV애니메이션
2003년
- 우주의 스텔비아(학생)
- 에어 마스터(남자 C , 갤러리)
- 폭전슛 베이 블레이드 G 레볼루션(지배인 , 스폰서 B , BEGA 스탭)
- 포켓몬스터 어드밴스 제너레이션（클라에나）

2004년
- 사무라이 건(문지기 외)

2005년
- 가이킹 LEGEND OF DAIKU-MARYU
- Xenosaga THE ANIMATION(존벨 , 오퍼레이터 , 남성 위원 외)
- BLACK CAT(부하)
- BLOOD+
- 풀 메탈 패닉 The Second Raid(리포터)
- 보보보-보 보-보보(코인 나이트 , 형사 ,3천년 , 도트그림 드래곤 외)
- ONE PIECE (2003년 - 2008년 대원, 프랭키 일가, 기자, 직원, 장인, 마을 주민, 해병, 관리, 학자, 좀비)

2006년
- 스즈미야 하루히의 우울
- 링에 걸어라1 일본 결전편（테이노 페이제）

2007년
- 게게게의 키타로(제5작)(심사원 , 캇파)
- 축!(해피☆럭키)빅쿠리맨(야구 해설)
- 모노노케 (애니메이션)(역무원)

2008년
- CLANNAD -클라나드-（코토미의 아버지)
- CLANNAD 〜AFTER STORY〜（이가라시）
- 게게게의 키타로(제5작)

2014년
- 모두 모여라! 팔콤 학교 (쿠르츠, 드래곤 슬레이어)

### 게임
2005년
- 악마성 드라큘라 창월의 십자가 (드미트리 브리노프)
- 고속 기동대 ~World Super Police~ (마쓰다이라 마사노리)
- 샤이닝 포스 네오(뱀파이어)
- 스펙트럴 포스 크로니클(쟈도)
- 선광의 윤무 (카렐 베르펠, 안셀 모드 레드)

2006년
- 영웅전설 하늘의 궤적 SC (크루츠 나르단)
- 잿날의 달인(니시키미케타)
- 키미스타~ 키미와 스터디~ (우즈키 아오이)
- 사쿠라사카 잇쵸메 1번지(마츠오카 아키라)
- SIMPLE2500 시리즈 Portable!! Vol.2 THE 테니스
- 전국무쌍2 (미야모토 무사시)
- 전국무쌍2 Empires (미야모토 무사시)
- 테일즈 오브 더 월드 레디언트 마이솔로지 (주인공 <남자>)

2007년
- 앱솔루트 브레이징 인피니티(쟈도우)
- 영웅전설 하늘의 궤적 the 3rd (크루츠 나르단)
- 전국무쌍2 맹장전 (미야모토 무사시)
- 무쌍 OROCHI (미야모토 무사시)

2008년
- 무쌍 OROCHI 마왕재림 (미야모토 무사시)
- drastic Killer
- 유그드라 유니온(레옹, 로즈웰)

2009년
- 무쌍 OROCHI Z (미야모토 무사시)
- 테일즈 오브 더 월드 레디언트 마이솔로지 2
- 마모루쿤은 저주받고 말았다!(카렐 베르펠/Xbox 360판만)

2010년
- 영웅전설 영의 궤적 (요아힘 귄터)
- 가면라이더 클라이맥스 히어로즈 오즈 (가면라이더 라이아)

2011년
- 가면라이더 클라이맥스 히어로즈 포제 (가면라이더 라이아)
- 무쌍 OROCHI 2 (미야모토 무사시)

2012년
- 영웅 전설 영의 궤적 Evolution (요아힘 귄터 [3])
- 가면 라이더 초클라이맥스 히어로즈 (가면 라이더 라이어)

2014년
- 가면라이더 새먼라이드!
- 전국무쌍4 (미야모토 무사시[4])

2015년
- 영웅전설 하늘의 궤적 FC Evolution (크루츠 [5])

2018년
- 무쌍 OROCHI 3 (미야모토 무사시[6])